# Hätte, Seglarvik och Sandvik
Hätte, Seglarvik och Sandvik – miejscowość (tätort) w Szwecji, w regionie administracyjnym (län) Jönköping, w gminie Tranås.
Według danych Szwedzkiego Urzędu Statystycznego liczba ludności wyniosła: 219 (31 grudnia 2015), 251 (31 grudnia 2018) i 250 (31 grudnia 2019).